# Панцерники типу «Габсбург»
Панцерники типу «Габсбург» (нім. Habsburg-Klasse) — перша серія мореходних броненосців берегової оборони військово-морських сил Австро-Угорщини, збудованих протягом 1899–1902 років. Складалась з панцерників «Габсбург», «Арпад», «Бабенберг». Були названі на честь правлячих династій Габсбургів, Арпадів, Бабенбергів. Через нестачу коштів, обмежені можливості верфів вони були найменшими побудованими ескадренними панцерниками, поступаючись водотоннажністю декотрим типам броненосних крейсерів флотів Британії, Франції, Німеччини. Входили до 3-го (згодом 4-го дивізіону) панцерників 1-ї ескадри. На початку війни панцерник «Габсбург» був флагманським кораблем 3 дивізіону флоту і знаходився під командуванням тоді ще капітана Міклоша Горті. Розвитком цієї серії стали панцерники класу «Ерцгерцог Карл».
При перебудові було знято палубу надбудови на панцерниках «Габсбург», «Арпад» (1910–1912). В час Першої світової війни "Бабенберг" і "Арпад" допомагали у прориві з Мессінської протоки німецьким крейсерам "Гебен" та "Бреслау" і лише 1915 брали участь у обстрілі узбережжя Італії, порту Анкона. Протягом 1917–1918 років два панцерники використовували як навчальні кораблі, один як плавуча казарма. Після завершення війни були передані 1920 року Великій Британії і наступного року продані на металобрухт в Італії.

## Посилання

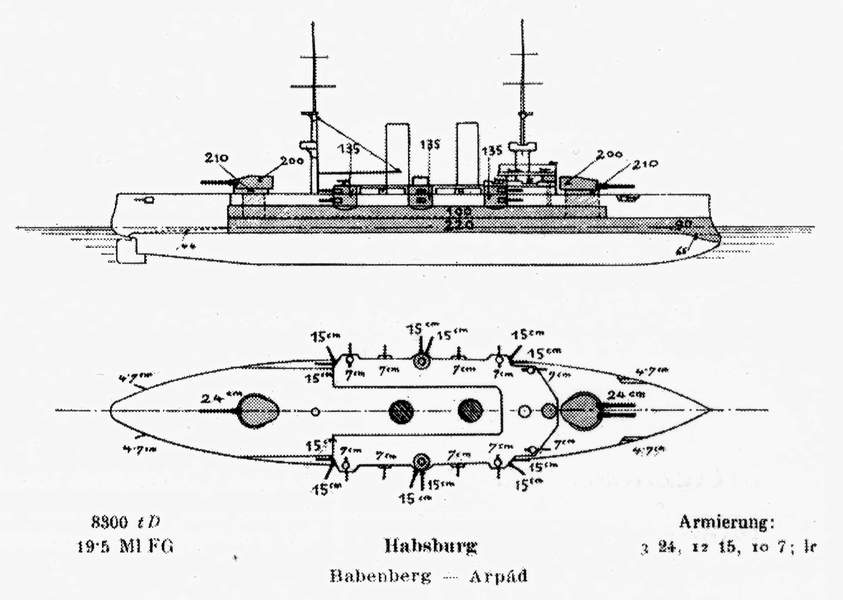
Схема озброєння і захисту панцерника

## Джерело
- С. А. Балакин.ВМС Италии и Австро-Венгрии 1914—1918 годах. Москва. В-во Моделист-конструктор. 1997
- All the World's Fighting Ships 1860—1905. R. Gardiner. London. В-во Conway Maritime. 1979 ISBN 0-85177-133-5
- Sondhaus, Lawrence. The Naval Policy of Austria-Hungary, 1867-1918| year. 1994. West Lafayette, Indiana. Purdue University Press. ISBN 978-1-55753-034-9